# Вікторія (острів, Канада)
Вікто́рія або Кітлінек (англ. Victoria, інук. Kitlineq) — острів у Північному Льдовитому океані в складі Канадського Арктичного архіпелагу. Другий за розмірами острів у Канаді (після Баффінової Землі) — і дев'ятий у світі. 
Має площу 217 291 км², (більше площі Білорусі і менше ніж острів Велика Британія). Належить території Нунавут та Північно-Західним територіям Канади.
На острові проживає 1875 осіб (за даними 2006 року). З них 1477 у Нунавуті в місті Кеймбридж-Бей у південно-східній частині острова, і 398 у Північно-західних територіях в місті Голмен на заході. На території острова багато озер, найбільше з яких — озеро Фергюсона (562 км²).

## Протоки і затоки
З північного заходу острів відділений від острова Бенкс вузькою протокою Принца Уельського, на півночі розташовані затоки Ричард-Каллістон і Уінніатт, а таже глубого вдається в сушу затока Хадлі, на сході протока Голдсміт відокремлює від острова Вікторія острів Стефансон, протока Мак-Клінток — Острів Принца Уельського, на південному сході розташована затока Куїн-Мод, на півдні — бухта Веллінгтон, а протоки Вікторія, Діз та Долфін-енд-Юніон відокремлюють острів від материка на південному сході і півдні. На південному заході розташований глибоко вдається в сушу затока Прінс-Альберт, на заході — затоки Мінто і Вокер.

## Півострови
На північному заході між протокою Принца Уельського і затокою Ричард-Каллістон знаходиться півострів Прінс-Альберт, крайня північна точка якого, мис Піл, є найпівнічнішою точкою острова. На північному сході між затокою Хадлі і протокою Голдсміта знаходиться півострів Старкенсон, який закінчується мисом Елвайра. На південному заході між протокою Долфін-енд-Юніон і затокою Прінс-Альберт знаходиться півострів Вулластон. На заході між затокою Прінс-Альберт і Мінто розташований півострів Дайамонд-Дженніс.
Острів було відкрито у 1867 році і названо на честь королеви Вікторії, яка була правителькою Великої Британії і Канади.